# 刘佳义
刘佳义（？—），男，汉族，中华人民共和国政治人物。曾任全国政协党组成员、副秘书长。第十二、十三届全国政协委员。